# Norbert Busè

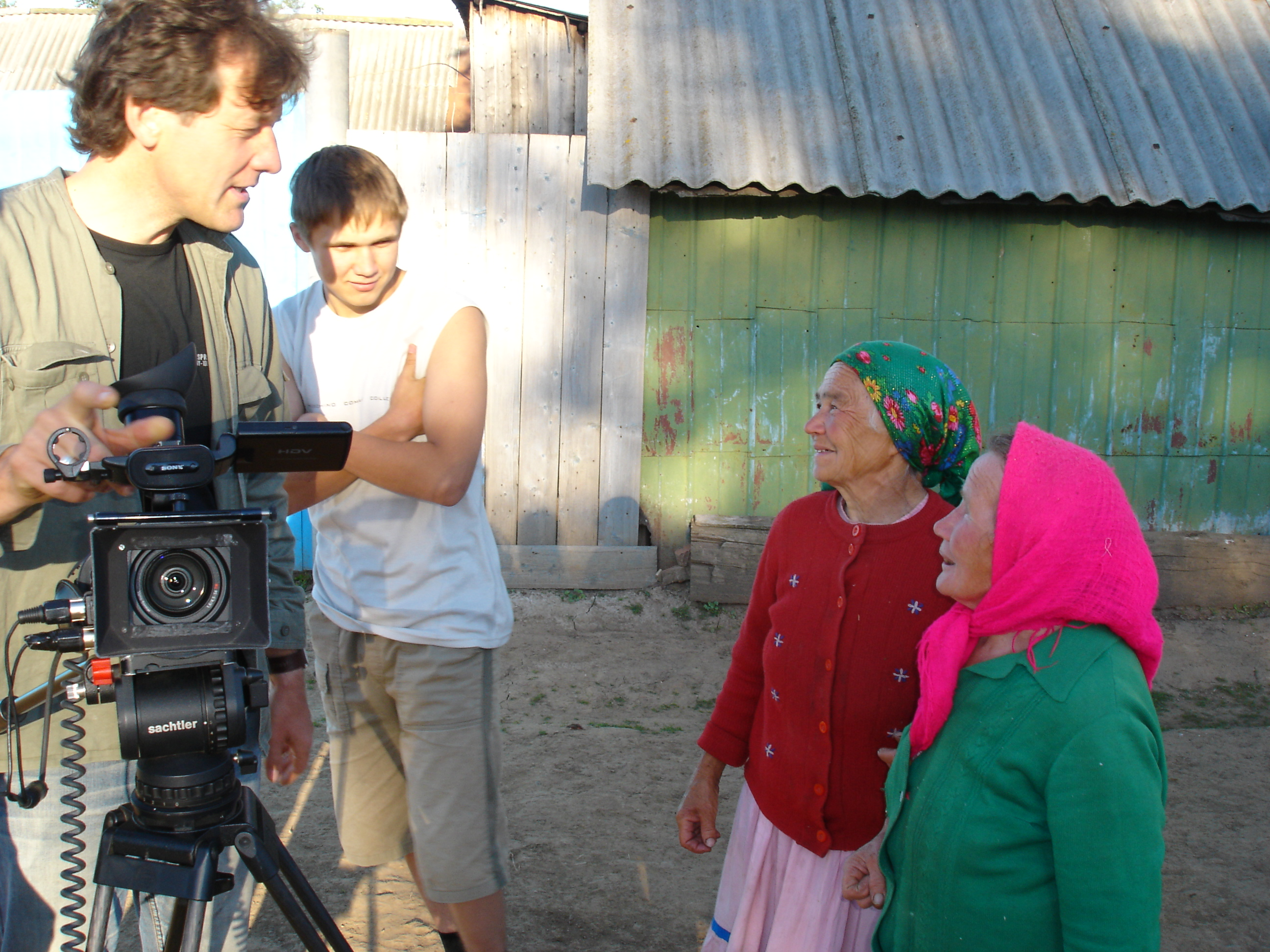
Norbert Busè bei Dreharbeiten in Marie El, Russland 2006

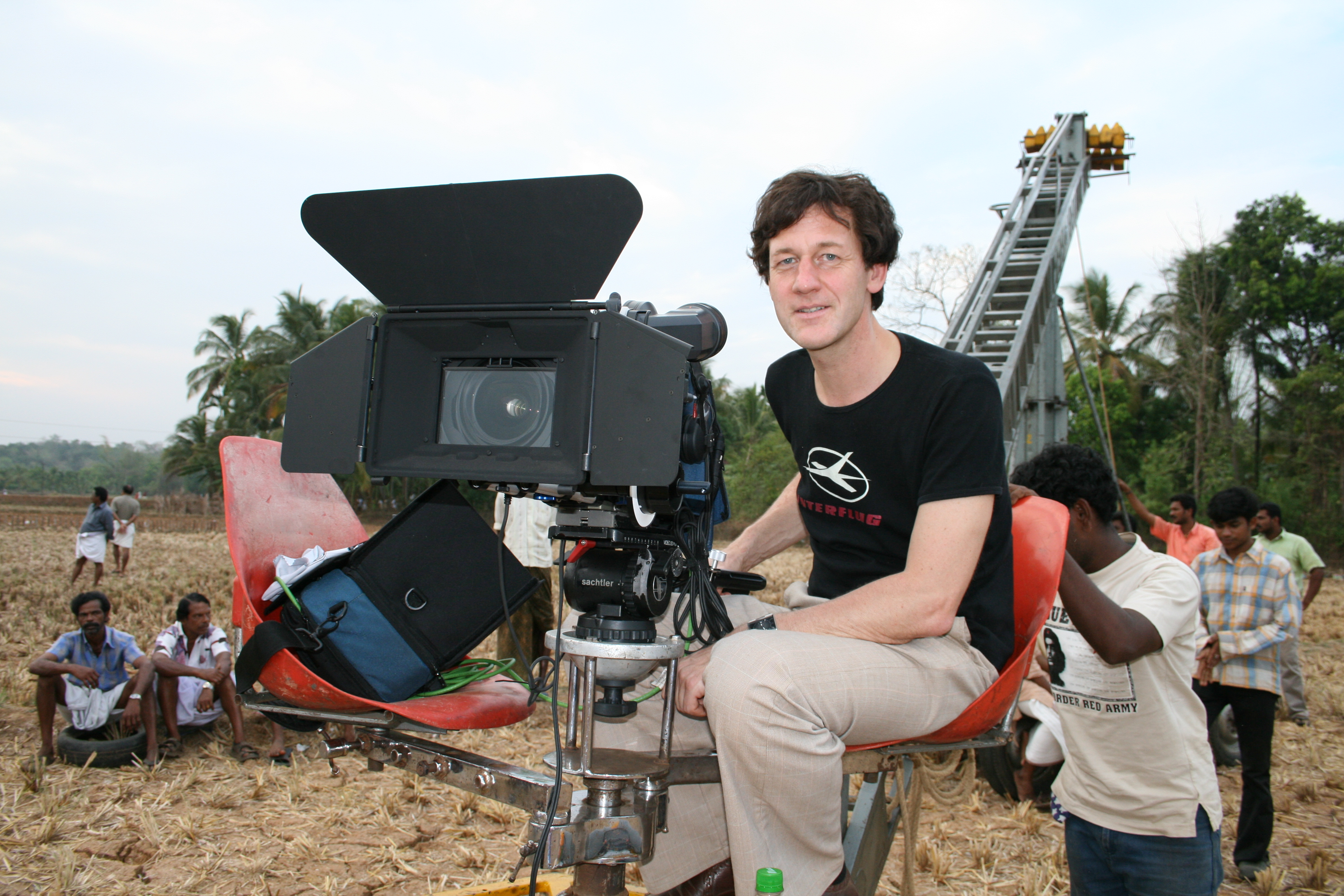
Norbert Busè zu Dreharbeiten in Madras, Indien 2007

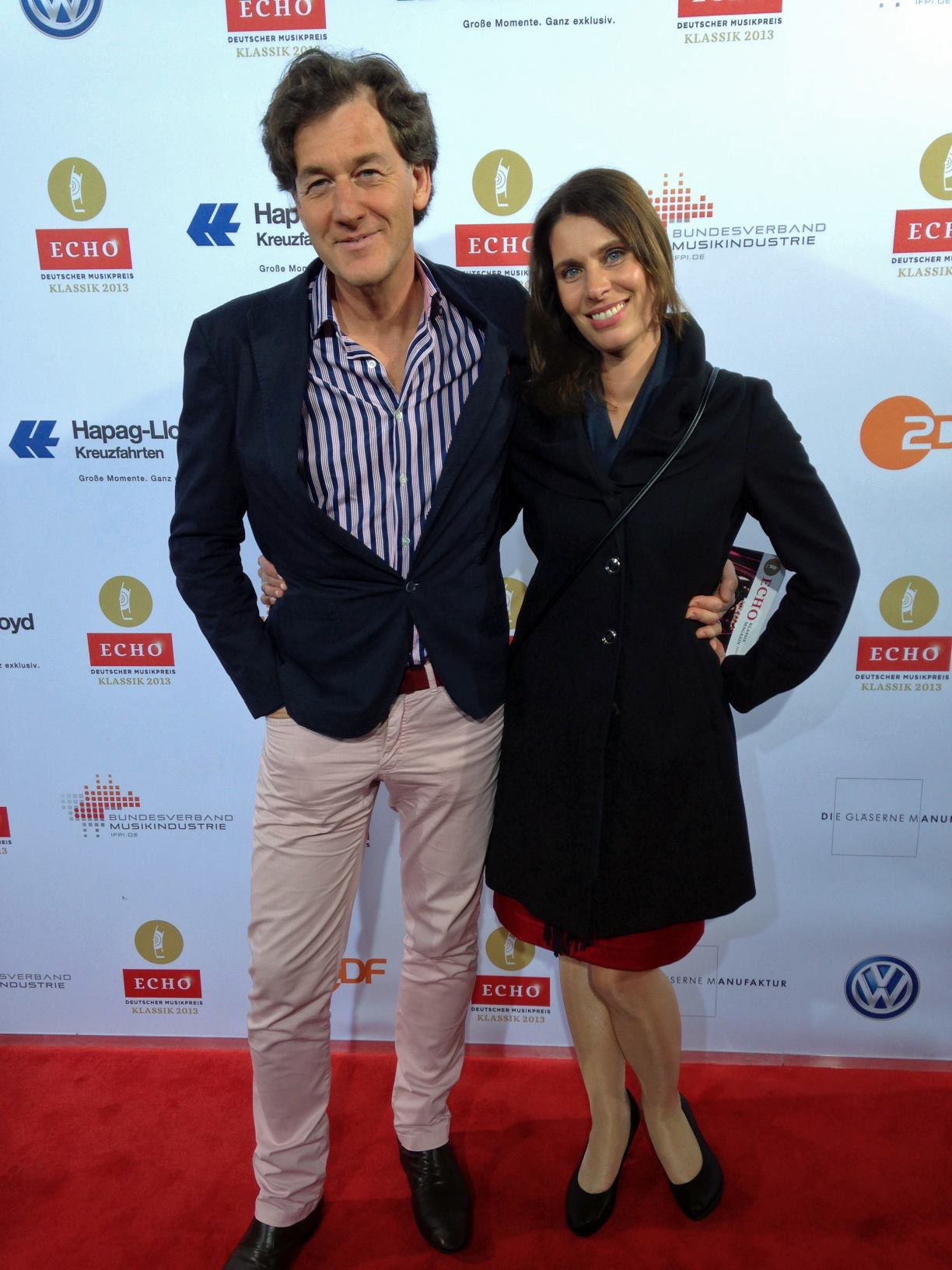
Norbert Busè beim ECHO Klassik 2013

Norbert Busè (* 16. Januar 1963) ist ein deutscher Dokumentarfilmer, Filmproduzent, Cutter und Regisseur.

## Leben
Norbert Busè wuchs in Erbach im Odenwald auf. Er studierte Philosophie, Pädagogik, Germanistik und Theologie und erwarb ein Diplom in Religionspädagogik. Bis 1993 arbeitete er als Redakteur beim ZDF und war auch als Moderator der ZDF-Ratgebersendung KONTAKTE zu sehen. Seit 1991 arbeitet er an Filmprojekten. Darüber hinaus setzte er sich mit medienpädagogischen Fragen auseinander.

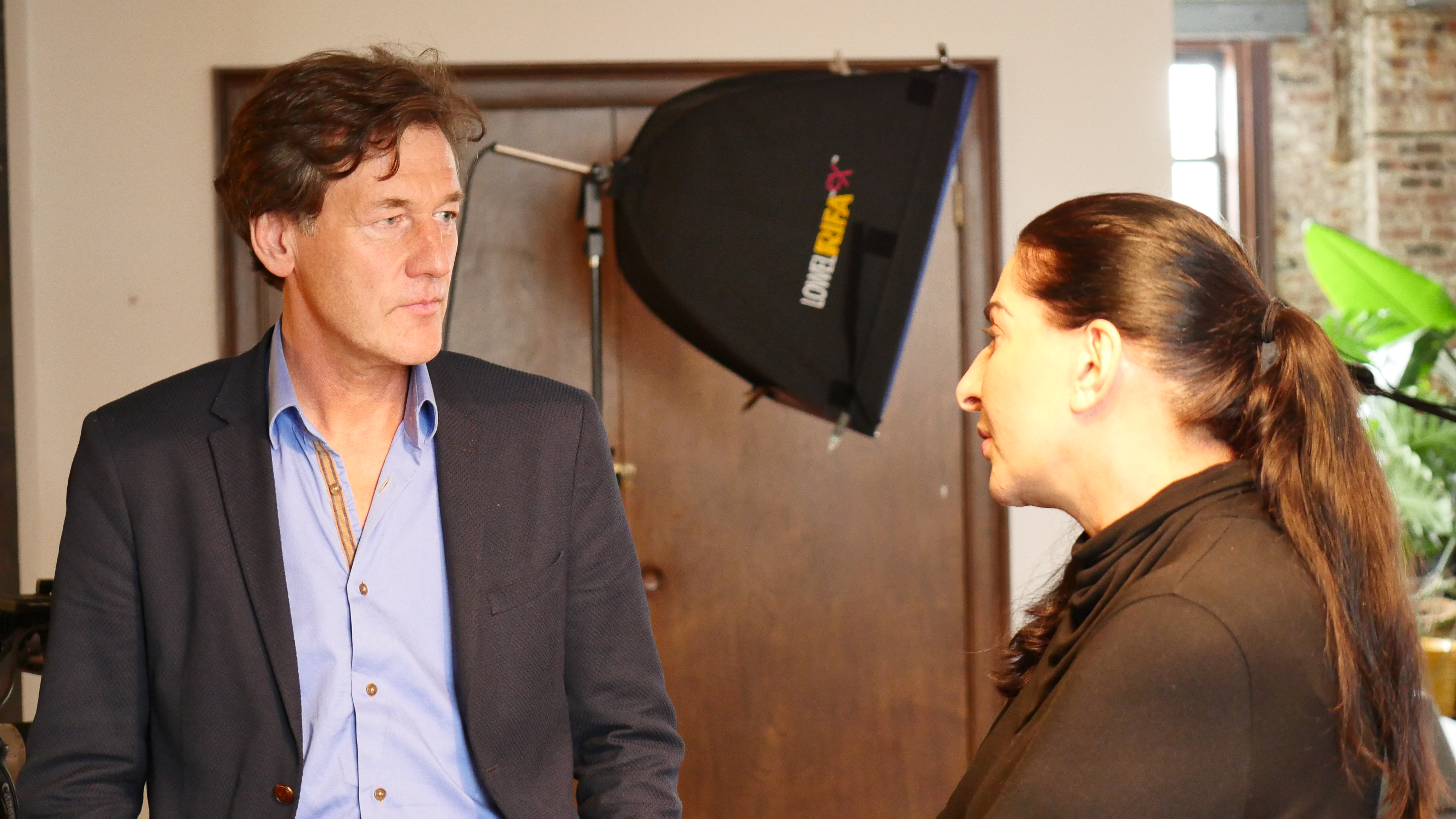
Norbert Busè mit der Performance- und Konzeptkünstlerin Marina Abramović bei Dreharbeiten in New York 2015

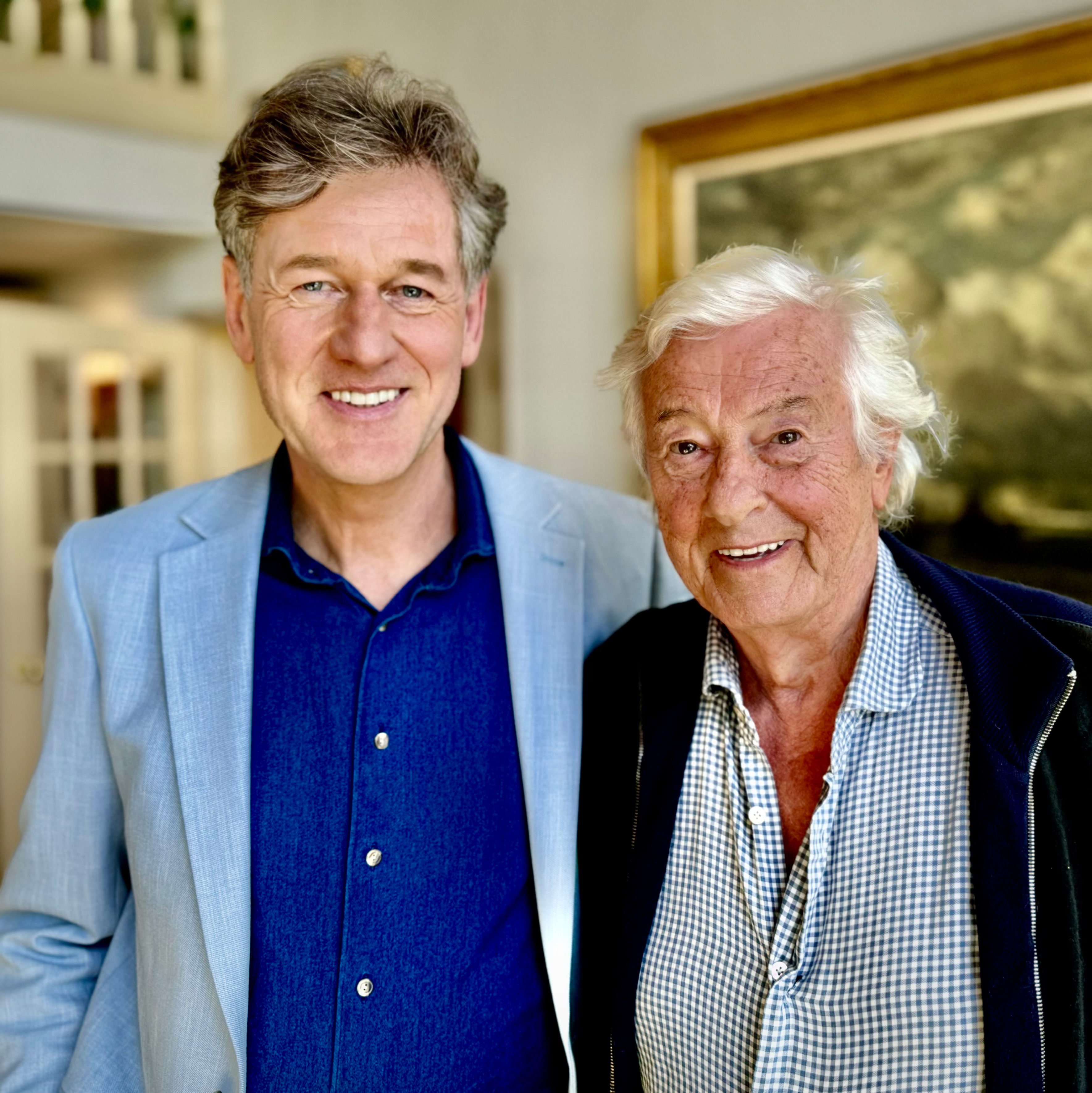
Norbert Busè und Regielegende Paul Verhoeven, Hollywood 2024

1993 zog er nach Berlin und realisierte neben Dokumentarfilmen auch einige experimentelle Kurzfilme. Schwerpunkt seiner bisherigen Arbeit sind Themen der Kultur, besonders der Musik.
Sein erster für das ZDF gedrehter Film, Auf Teufel komm raus, handelt von der Bedeutung der Musik in der jugendlichen Entwicklung am Beispiel der New-Wave-Szene. 2003 begann Busè zusammen mit der UNESCO, dem ZDF und 3sat Beiträge für das sechsteilige Filmprojekt Meisterwerke der Menschheit zu produzieren. Die Filme zeigten Beispiele für das immaterielle Weltkulturerbe im Bereich der Musik und der darstellenden Kunst. Der 90 Minuten lange in Russland und Berlin gedrehte Musik-Dokumentarfilm AVA – Die Stimme meiner Mutter war sein erster abendfüllender Film über das Erbe und den möglichen Verlust der Volkslieder und Gesänge der Mari.
Er produzierte in über dreißig Folgen die Arte Lounge, die erstmals im Fernsehen klassische Musiker in einem Berliner Club zeigte. 2010 organisierte er für den Fernsehsender ARTE ein Chorfestival in Südafrika. Höhepunkt war der erstmalige Auftritt aller Chöre mit dem Freiheitslied Ukuthula. Seine produzierten Filme über Musiker wie Karlheinz Stockhausen, John Cage, Elvis Presley, Sergiu Celibidache und Richard Strauss haben auch international für Aufmerksamkeit gesorgt. Daneben war er einer der wenigen, der traditionelle Bühnentänze aus Russland, Bolivien, Indien, Malaysia und Kuba in ihrem Lebenskontext fürs Fernsehen visualisierte, um ein neues Verständnis für den Tanz zu wecken.
2009 übernahm er die Leitung der Non Fiktion Abteilung von Studio.TV.Film in Berlin.
Seit 2017 arbeitet er wieder verstärkt an Filmbiografien berühmter Persönlichkeiten. In seinem Werken gelingt es ihm oftmals, dass Wesen einer Persönlichkeit besonders herauszuarbeiten und dem Zuschauer empathisch näher zu bringen.
Busè lebt in Berlin, ist verheiratet und hat drei Kinder.

## Rezeption des Werkes
„In der Kulturgeschichte des 20. Jahrhunderts – was die Populärkultur ausdrücklich mit einschließt wie die hohen Künste – kennt sich der frühere ZDF-Redakteur und erfahrene Filmemacher Norbert Busé bestens aus. In seinem umfangreichen Filmwerk hat er bereits die »Großen« wie Stockhausen, John Cage oder George Tabori portraitiert, wie auch die Stars der Massen: Elvis Presley, den Chinesischen Staatszirkus oder einfach nur die Bewegte Republik Deutschland.“

- Das Lied der Stille (ZDF 1998): „Als Fernsehzuschauer konnte man, wenn man wollte, in die Stille mitgenommen werden. Dreißig Minuten hob sie diese Reportage von Norbert Buse aus ihren Sehgewohnheiten. Eine halbe Stunde keine überquasselten grellen Bilder, keine scheppernden Informationsketten, kein lärmendes Urteil. Seltene Filmschnitte ließen den Puls zaghafter schlagen. Zeit zum leisen Denken.“[25]
- Der Spieler (ZDF 2000): „Schnörkellos und dennoch optisch attraktiv schildert Norbert Buse das Elend, in das Menschen geraten, die mit dem Glücksspiel nicht umgehen können.“[26]
- Sergiu Celibidache – das Wesen der Musik (arte 2012): „Es ist das Porträt eines Dirigenten, der wie kaum ein anderer Analyse und Leidenschaft, Rücksichtslosigkeit und Anteilnahme vereinte – ein Maestro furioso“, bewirbt Arte die Dokumentation. Es wird in dem 55-minütigen Film deutlich, dass Celibidache ein außergewöhnlicher Musiker und Mensch war, ein positiv besessener, der stets nach der Vervollkommnung seiner Kunst strebte.“[27]
- “It is the best attempt yet to explain who this mysterious, uncompromising, guru-like figure was, and why he had such an influence on those with whom he came into contact.”[28]
- Bewegte Republik Deutschland (3sat 2014): „3sat wird seinem Ruf als Kultursender auch mit seinem Rückblick auf die deutsche Geschichte gerecht und zeigt, welche Rolle die Künstler bei der Entwicklung der Bundesrepublik spielten.“[29]
- Von Dada bis Gaga – 100 Jahre Performance-Kunst(3sat 2015): „Die Popkultur hat sich bei der Performance-Kunst einiges abgeschaut – aber auch Theater, Mode oder Literatur ist von ihr beeinflusst wie die dreiteilige Serie beispielreich dokumentiert. ‚Von Dada bis Gaga‘ – trotz der formal eher konventionellen Machart – sehenswert, weil sie eindrücklich an das anarchische Potential dieser unangepassten Antikunst erinnert.“[30]
- Heinrich Böll – Ansichten eines Anarchisten (3sat 2017): „Ein Schriftstellerleben in 45 Minuten – die vielen Bücher, Gedichte und Aufsätze, die Anfeindungen und Widerreden, den Literaturnobelpreis, den Zwist mit der Kirche, sein christlicher Glaube und die Hoffnung auf einen Neuanfang für eine ganze Nation. Kann man das in unter einer Stunde erzählen? Norbert Busé gelingt das in »Heinrich Böll – Ansichten eines Anarchisten« und noch viel mehr. (…) Anarchisten sind Träumer, hört man Heinrich Böll, der am 21. Dezember hundert Jahre alt geworden wäre, am Ende des Filmes sinngemäß sagen. Wer hätte zu träumen gewagt, dass nach so langer Rezeption seines Werkes und einem in weiten Teilen auch schon begonnenen Vergessen, über Böll ein so essenzieller Film entstehen kann.“[24]
- Effi Briest oder die Elastizität des Herzens (3sat 2019): „Erhellend ist diese Doku von Norbert Busè mit Ausschnitten aus den fünf Verfilmungen, Aufnahmen von Originalschauplätzen und klugen Einschätzungen. Weiterhin kann man ein Gipfeltreffen der besonderen Art sehen: Fontane Effi Briest von Rainer Werner Fassbinders, den der Ausnahmeregisseur des Öfteren als das Werk bezeichnete, in dem er seine künstlerische Handschrift am unabhängigsten und vollständigsten umsetzen konnte.“ (Achim Engelberg)[31]
- Punk Girls – Die weibliche Geschichte des britischen Punk: „Als Musikerinnen wie Poly Styrene mit X-Ray Spex, Viv Albertine mit The Slits und Gina Birch mit The Raincoats Mitte der 1970-er Jahre Punk-Bands gründeten, gab es kaum weibliche Vorbilder. So wurden sie selbst welche. Eine mitreissende Frauengeschichte des Punk.“[32]

## Auszeichnungen
Norbert Busè wurde für seine Arbeit mehrfach, auch international, ausgezeichnet:
- 1990: Hauptpreis des Deutschen Jugendvideopreises.[33]
- 1999: Publikumspreis der Young collection #13 des Filmbüros Bremen für seinen ersten Kurzfilm Incubus.[34]
- 2004: MedienPREIS der Deutschen Diabetes-Stiftung für seine Dokumentation Die Wohlstandsepidemie.[35]
- 2011: Grimme-Preis-Nominierung in der Kategorie Unterhaltung für Arte Lounge.[36]
- 2011: Goldmedaille in der Kategorie Kultur auf der weltgrößten Fernsehmesse der National Association of Broadcasters für die vierteilige Reihe Auf den Spuren von Easy Rider.[37]
- 2012: Grimme-Preis-Nominierung in der Kategorie Unterhaltung für Die Show des Scheiterns.
- 2014: International-Classical-Music-Awards-Nominierung für Sergiu Celibidache – Feuerkopf und Philosoph.[38]
- 2015: International Classical Music Award und ECHO Klassik als beste DVD-Produktion des Jahres für Richard Strauss and his Heroines.[13][39]
- 2024: MIA TV in Rom special pitch: Jesus Goes to Hollywood[2]
- 2024: achtung berlin im Rahmen von Berlin Special für Punk Girls die weibliche Geschichte des britischen Punks.[40]

## Filmografie
| Filme - 1990: Vor was habt Ihr eigentlich Angst? - 1992: Auf Teufel komm raus - 1993: Dünne Haut - 1993: Asche im Wind - 1994: Ich habe die Hölle gesehen - 1995: Zwischen Knast und Kindergarten - 1996: Der Zauberer - 1998: Schmerz muss sein - 1998: Das Lied der Stille - 1999: Shivas Töchter (Tanz-Dokumentation) - 2000: Der Auftrag - 2000: Der Spieler - 2001: Der Choreograph Mats Ek - 2002: Nullen + Einsen - 2002: Diamanten in Kinderhand - 2003: Tänze aus der verbotenen Stadt - 2003: Heinrich der König - 2004: Wohin gehen wir, wenn wir sterben? - 2005: Salsa! - 2005 und 2009: Meisterwerke der Menschheit, 12 Folgen (Produzent) - 2005: Waisenkinder – Wenn Eltern zu früh sterben - 2005: Diabetes – Die Wohlstandsepidemie - 2006: AVA – Die Stimme meiner Mutter - 2008: Mary Wigman – Die Seele des Tanzes (gemeinsam mit Christof Debler) - 2008: Ich kann Dich nicht riechen (gemeinsam mit Kathrin Sonderegger) - 2009: Stockhausen – Musik für eine bessere Welt (zusammen mit Thomas von Steinaecker) - 2009: I am not alone (Produzent) - 2009: Die ideale Schule, wie Migration gelingt (gemeinsam mit Kathrin Sonderegger) - 2009: Ingo Metzmacher – Ein deutscher Dirigent (Produzent) - 2009: Pop Galerie – Reloaded, 5 Folgen (Produzent) - 2010: Elvis in Las Vegas, (Produzent) - 2010: Südafrika singt – Cape Festival der Stimmen - 2010: Reise zu Tolstoi (Produzent) - 2011: Auf den Spuren von Easy Rider, 4 Folgen, (Produzent) - 2011: Comedy Mission, 4 Folgen (Produzent) - 2012: Sergiu Celibidache – Feuerkopf und Philosoph - 2012: Im Bett mit Paula, (6 Folgen), (Produzent) - 2012: John Cage – Alles ist möglich, (Produzent) - 2013: Der Chinesische Staatszirkus: Mei Li, Dokumentation - 2014: Richard Strauss und seine Heldinnen, Produzent - 2014: Der Spielmacher – George Tabori in Amerika - 2014: Bewegte Republik Deutschland Siebzig Jahre Kulturgeschichte, (4 Folgen), Produzent - 2015: Von Dada bis Gaga, 100 Jahre Performance Art, (3 Folgen) - 2017: Heinrich Böll, Ansichten eines Anarchisten, Dokumentation - 2018: Kubas langer Schatten der Erinnerung, Dokumentation - 2019: upcoming places, Israel, Dokumentation - 2019: Effi Briest oder die Elastizität des Herzens, Deutschland, Dokumentation - 2020: Berlin baut ein Schloss, Deutschland, Dokumentation - 2021: theater.macher.innen, Deutschland, Dokumentation, Produzent - 2021: Heinrich Mann der unbekannte Rebell, Dokumentation - 2021: Enrico Caruso – Die ewige Stimme, Dokumentation, Deutschland - 2022: Mienenräumerinnen – Wettlauf gegen die Zeit, Dokumentation, Produzent - 2022: Lakota – Lakota Leben in Nordamerika - 2024: Punk Girls – Die weibliche Geschichte des britischen Punk, Dokumentation, Produzent - 2024: Jesus goes to Hollywood, Dokumentation - 2025: Georgien und der europäische Traum,Dokumentation, Produzent Kurzfilme - 1998: Incubus, - 2003: Sibirien, frei inszeniert nach dem Bühnenstück Sibirien von Felix Mitterer - 2004: Das ist die Sehnsucht, nach dem gleichnamigen Gedicht von Rainer Maria Rilke - 2006: Dichter unbekannt – Heinrich Heine - 2007: Welcome home - 2007: Rudis Rabenteuer (Kamera) - 2024: Kikaninchen Making off Fernsehshows - 2010: NeoMusic by night, Filmserie, (Regie, Produzent) - 2010–2013: On Tape, (27 Folgen), (Produzent) - 2011: Die Show des Scheiterns, (8 Folgen), (Produzent) - 2011–2013: ZDF Kultur Poetry Slam (Produzent) - 2009–2015: Arte Lounge, classical music, 30 Folgen (Produzent) - 2012–2018: Pufpaffs Happy Hour (50 Folgen), (Produzent) Weitere Veröffentlichungen - 2008 Matthias Film DVD Wohin gehen wir, wenn wir sterben? - 2010 naxos video library Great voices of South Africa - 2012 Arthaus DVD Sergiu Celibidache Firebrand and Philosopher - 2014 Arthaus DVD Richard Strauss and his Heroines - 2014 Arthaus DVD Mary Wigman the soul of dance - 2015 Filmsortiement Die ideale Schule – Wie Integration gelingt |